# Effectifs de la Coupe du monde de rugby à XV 1995
Pour un article plus général, voir Coupe du monde de rugby à XV 1995.

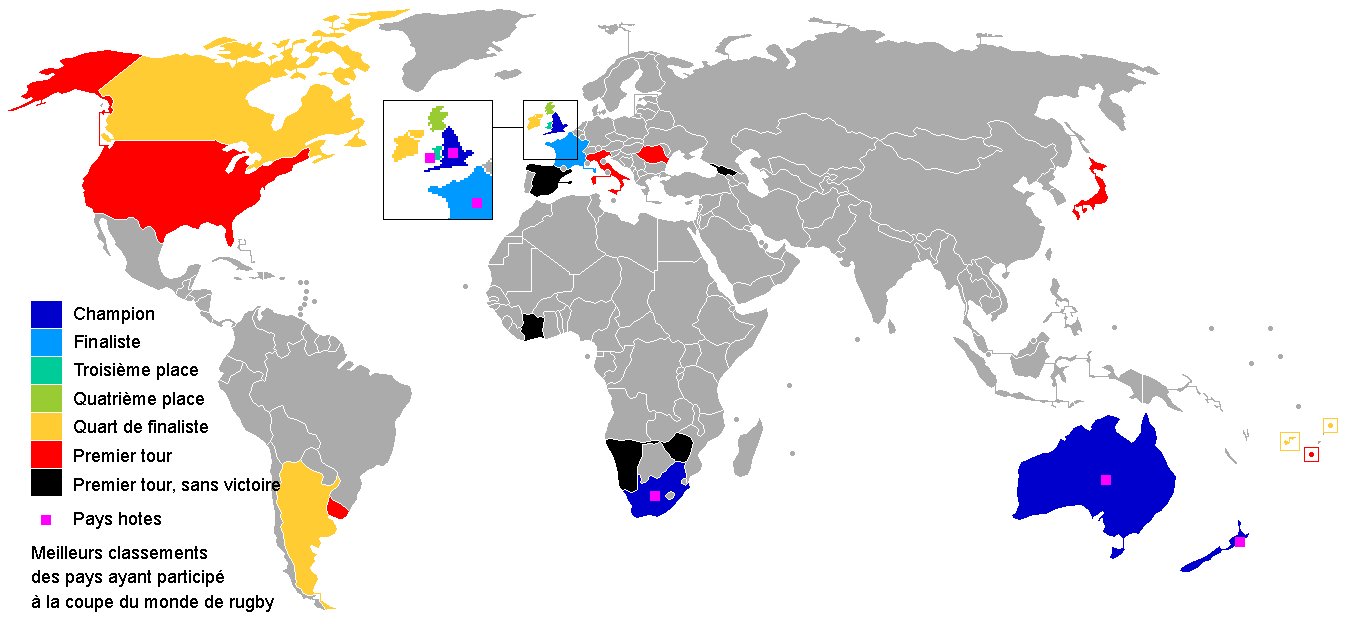
Équipes participant à la coupe du monde 1995.

Cet article présente les effectifs de la Coupe du monde de rugby à XV 1995 des seize sélections qui disputent la compétition en Afrique du Sud du 25 mai au 24 juin 1995. Chaque équipe donne initialement une liste de trente joueurs. Celle-ci peut-être amendée au fur et à mesure de la compétition si des blessures surviennent.

## Poule A

### Australie
| Entraîneur | Entraîneur             | Bob Dwyer                                                        |
| Avants     | Pilier                 | Tony Daly, Dan Crowley, Ewen McKenzie, Mark Hartill              |
| Avants     | Talonneur              | Phil Kearns, Michael Foley                                       |
| Avants     | Deuxième ligne         | Rod McCall, John Eales, Warwick Waugh                            |
| Avants     | Troisième ligne aile   | Willie Ofahengaue, Ilivasi Tabua, David John Wilson, Daniel Manu |
| Avants     | Troisième ligne centre | Tim Gavin, Troy Coker                                            |
| Arrières   | Demi de mêlée          | George Gregan, Peter Slattery                                    |
| Arrières   | Demi d'ouverture       | Michael Lynagh (cap.), Scott Bowen                               |
| Arrières   | Centre                 | Dan Herbert, Jason Little, Tim Horan                             |
| Arrières   | Ailier                 | Joe Roff, David Campese, Damian Smith                            |
| Arrières   | Arrière                | Matt Pini, Matt Burke                                            |

### Canada
| Entraîneur | Entraîneur             | Ian Birtwell                                              |
| Avants     | Pilier                 | Richard Bice, Eddie Evans, Paul LeBlanc, Rod Snow         |
| Avants     | Talonneur              | Mark Cardinal, Karl Svoboda                               |
| Avants     | Deuxième ligne         | Glen Ennis, Mike James, Gareth Rowlands                   |
| Avants     | Troisième ligne aile   | Al Charron, Ian Gordon, John Hutchinson, Gordon MacKinnon |
| Avants     | Troisième ligne centre | Colin McKenzie, Chris Michaluk                            |
| Arrières   | Demi de mêlée          | John Graf, Alan Tynan                                     |
| Arrières   | Demi d'ouverture       | Gareth Rees (cap.), Bobby Ross                            |
| Arrières   | Centre                 | Steve Gray, Christian Stewart, Ron Toews                  |
| Arrières   | Ailier                 | Dave Lougheed, Shawn Lytton, Winston Stanley              |
| Arrières   | Arrière                | Scott Stewart                                             |

### Roumanie
| Entraîneur | Entraîneur             | Mircea Paraschiv et Constantin Fugigi                        |
| Avants     | Pilier                 | Vasile Lucaci, Gabriel Vlad, Leodor Costea, Gheorghe Leonte  |
| Avants     | Talonneur              | Valere Tufă, Ionel Negreci                                   |
| Avants     | Deuxième ligne         | Sandu Ciorăscu, Constantin Cojocariu, Traian Oroian          |
| Avants     | Troisième ligne aile   | Cătălin Drăguceanu, Andrei Gurănescu, Alexandru Gealapu      |
| Avants     | Troisième ligne centre | Tiberiu Brînză (cap.), Ovidiu Slușariuc                      |
| Arrières   | Demi de mêlée          | Vasile Flutur, Daniel Neaga                                  |
| Arrières   | Demi d'ouverture       | Ilie Ivanciuc, Neculai Nichitean                             |
| Arrières   | Centre                 | Adrian Lungu, Romeo Gontineac, Nicolae Răcean                |
| Arrières   | Ailier                 | Lucian Colceriu, Ionel Rotaru, Gheorghe Solomie, Radu Fugigi |
| Arrières   | Arrière                | Vasile Brici                                                 |

### Afrique du Sud
| Entraîneur | Entraîneur             | Kitch Christie                                          |
| Avants     | Pilier                 | Os du Randt,Balie Swart, Marius Hurter, Garry Pagel     |
| Avants     | Talonneur              | Chris Rossouw, James Dalton, Naka Drotske               |
| Avants     | Deuxième ligne         | Mark Andrews, Kobus Wiese, Hannes Strydom, Krynauw Otto |
| Avants     | Troisième ligne aile   | Robbie Brink, Rudolf Straeuli, Ruben Kruger             |
| Avants     | Troisième ligne centre | Francois Pienaar (cap.), Adriaan Richter                |
| Arrières   | Demi de mêlée          | Joost van der Westhuizen, Johan Roux                    |
| Arrières   | Demi d'ouverture       | Joël Stransky, Hennie Le Roux                           |
| Arrières   | Centre                 | Japie Mulder, Brendan Venter, Christiaan Scholtz        |
| Arrières   | Ailier                 | Chester Williams, James Small                           |
| Arrières   | Arrière                | André Joubert, Gavin Johnson                            |

## Poule B

### Argentine
| Entraîneur | Entraîneur             | Alejandro Petra et Ricardo Paganini                                        |
| Avants     | Pilier                 | Matias Corral, Marcelo Urbano, Roberto Grau, Patricio Noriega              |
| Avants     | Talonneur              | Federico Méndez, Ricardo Le Fort                                           |
| Avants     | Deuxième ligne         | Germán Llanes, Pedro Sporleder, Nicolás Bossicovich, Pablo Buabse          |
| Avants     | Troisième ligne aile   | Rolando Martin, Cristián Viel, Agustín Macome, Martín Sugasti              |
| Avants     | Troisième ligne centre | Sebastián Irazoqui, José Santamarina                                       |
| Arrières   | Demi de mêlée          | Agustín Pichot, Rodrigo Crexell                                            |
| Arrières   | Demi d'ouverture       | Guillermo del Castillo, José Cilley, Lisandro Arbizu                       |
| Arrières   | Centre                 | Sebastian Salvat (cap.), Fernando del Castillo, Francisco García           |
| Arrières   | Ailier                 | Gonzalo Camardón, Diego Cuesta Silva, Martin Teran Nougues, Diego Albanese |
| Arrières   | Arrière                | Ezequiel Jurado, Santiago Mesón                                            |

### Angleterre
| Entraîneur | Entraîneur             | Jack Rowell                                                           |
| Avants     | Pilier                 | Jason Leonard, Graham Rowntree, Victor Ubogu, John Mallett            |
| Avants     | Talonneur              | Brian Moore, Graham Dawe                                              |
| Avants     | Deuxième ligne         | Martin Bayfield, Martin Johnson, Richard West                         |
| Avants     | Troisième ligne aile   | Tim Rodber, Steve Ojomoh, Neil Back                                   |
| Avants     | Troisième ligne centre | Dean Richards, Ben Clarke                                             |
| Arrières   | Demi de mêlée          | Kyran Bracken, Dewi Morris                                            |
| Arrières   | Demi d'ouverture       | Rob Andrew                                                            |
| Arrières   | Centre                 | Will Carling (cap.), Jeremy Guscott, Phil de Glanville, Damian Hopley |
| Arrières   | Ailier                 | Tony Underwood, Rory Underwood, Ian Hunter                            |
| Arrières   | Arrière                | Mike Catt, Jonathan Callard                                           |

### Italie
| Entraîneur | Entraîneur             | Georges Coste                                                                                |
| Avants     | Pilier                 | Andrea Castellani, Massimo Cuttitta (cap.), Mauro dal Sie, Giovanni Grespan, Franco Properzi |
| Avants     | Talonneur              | Carlo Orlandi, Moreno Trevisiol                                                              |
| Avants     | Deuxième ligne         | Giambattista Croci, Roberto Favaro, Mark Giacheri, Pierpaolo Pedroni, Diego Scaglia          |
| Avants     | Troisième ligne aile   | Orazio Arancio, Massimiliano Capuzzoni, Massimo Giovanelli, Andrea Sgorlon                   |
| Avants     | Troisième ligne centre | Carlo Checchinato, Julian Gardner                                                            |
| Arrières   | Demi de mêlée          | Ivan Francescato, Alessandro Troncon                                                         |
| Arrières   | Demi d'ouverture       | Diego Dominguez, Piermassimiliano Dotto, Francesco Mazzariol                                 |
| Arrières   | Centre                 | Massimo Bonomi, Stefano Bordon, Marco Platania, Paolo Vaccari                                |
| Arrières   | Ailier                 | Marcello Cuttitta, Mario Gerosa, Massimo Ravazzolo                                           |
| Arrières   | Arrière                | Luigi Troiani                                                                                |

### Samoa
| Entraîneur | Entraîneur             | Su'a Peter Schuster                                                   |
| Avants     | Pilier                 | Peter Fatialofa (capitaine), Mike Mika,George Latu, Brendan Reidy     |
| Avants     | Talonneur              | Tala Leiasamaivao                                                     |
| Avants     | Deuxième ligne         | Lio Falaniko, Potu Leavasa, Saini Lemamea                             |
| Avants     | Troisième ligne aile   | Sila Vaifale, Junior Paramore, Malaki Iupeli, Shem Tatupu, Sam Kaleta |
| Avants     | Troisième ligne centre | Pat Lam                                                               |
| Arrières   | Demi de mêlée          | Tu Nu'uali'itia,                                                      |
| Arrières   | Demi d'ouverture       | Darren Kellett, Esera Puleitu, Va'apu'u Vitale, Daryl Williams,       |
| Arrières   | Centre                 | To'o Vaega, George Harder, George Leaupepe                            |
| Arrières   | Ailier                 | Tupo Fa`amasino, Brian Lima, Freddie Tuilagi, Fata Sini               |
| Arrières   | Arrière                | Mike Umaga                                                            |

## Poule C

### Irlande
| Entraîneur | Entraîneur             | Gerry Murphy                                                |
| Avants     | Pilier                 | John Fitzgerald, Gary Halpin, Nick Popplewell, Paul Wallace |
| Avants     | Talonneur              | Terry Kingston (cap.), Keith Wood                           |
| Avants     | Deuxième ligne         | Neil Francis, Gabriel Fulcher, Paddy Johns, Davy Tweed      |
| Avants     | Troisième ligne aile   | David Corkery, Eddie Halvey, Denis McBride                  |
| Avants     | Troisième ligne centre | Anthony Foley                                               |
| Arrières   | Demi de mêlée          | Michael Bradley, Niall Hogan                                |
| Arrières   | Demi d'ouverture       | Paul Burke, Eric Elwood                                     |
| Arrières   | Centre                 | Jonathan Bell, Maurice Field, Brendan Mullin                |
| Arrières   | Ailier                 | Simon Geoghegan, Darragh O'Mahony, Richard Wallace          |
| Arrières   | Arrière                | Conor O'Shea, Jim Staples                                   |

### Japon
| Entraîneur | Entraîneur             | Osamu Koyabu                                                    |
| Avants     | Pilier                 | Osamu Ota, Kazuaki Takahashi, Eiji Hirotsu, Kazu Hamabe         |
| Avants     | Talonneur              | Masahiro Kunda (cap.), Masanori Takura                          |
| Avants     | Deuxième ligne         | Yoshihiko Sakuraba, Bruce Ferguson                              |
| Avants     | Troisième ligne aile   | Ko Izawa, Takashi Akatsuka, Hiroyuki Kajihara, Tomoya Haneda    |
| Avants     | Troisième ligne centre | Sinali Latu, Sione Latu                                         |
| Arrières   | Demi de mêlée          | Masami Horikoshi, Wataru Murata                                 |
| Arrières   | Demi d'ouverture       | Katsuhiro Matsuo, Keiji Hirose                                  |
| Arrières   | Centre                 | Akira Yoshida, Seiji Hirao, Yukio Motoki,                       |
| Arrières   | Ailier                 | Tsutomu Matsuda, Terunori Masuho, Lopeti Oto, Yoshihito Yoshida |
| Arrières   | Arrière                | Kiyoshi Imaizumi                                                |

### Nouvelle-Zélande
| Entraîneur | Entraîneur             | Laurie Mains                                                            |
| Avants     | Pilier                 | Olo Brown, Craig Dowd, Richard Loe                                      |
| Avants     | Talonneur              | Sean Fitzpatrick (cap.), Norm Hewitt                                    |
| Avants     | Deuxième ligne         | Robin Brooke, Blair Larsen, Ian Jones                                   |
| Avants     | Troisième ligne aile   | Mike Brewer, Josh Kronfeld, Jamie Joseph, Paul Henderson, Kevin Schuler |
| Avants     | Troisième ligne centre | Zinzan Brooke                                                           |
| Arrières   | Demi de mêlée          | Graeme Bachop, Ant Strachan                                             |
| Arrières   | Demi d'ouverture       | Andrew Mehrtens, Simon Culhane                                          |
| Arrières   | Centre                 | Frank Bunce, Walter Little, Alama Ieremia                               |
| Arrières   | Ailier                 | Jonah Lomu, Jeff Wilson, Eric Rush, Marc Ellis                          |
| Arrières   | Arrière                | Glen Osborne                                                            |

### Pays de Galles
| Entraîneur | Entraîneur             | Alex Evans                                               |
| Avants     | Pilier                 | John Davies, Ricky Evans, Mike Griffiths, Spencer John   |
| Avants     | Talonneur              | Jonathan Humphreys, Garin Jenkins                        |
| Avants     | Deuxième ligne         | Derwyn Jones, Gareth Llewellyn, Greg Prosser, Stuart Roy |
| Avants     | Troisième ligne aile   | Mark Bennett, Stuart Davies, Hemi Taylor                 |
| Avants     | Troisième ligne centre | Emyr Lewis                                               |
| Arrières   | Demi de mêlée          | Robert Jones, Andy Moore                                 |
| Arrières   | Demi d'ouverture       | Adrian Davies, David Wyn Evans, Neil Jenkins             |
| Arrières   | Centre                 | Mike Hall (cap.), Gareth Jones, Gareth Thomas            |
| Arrières   | Ailier                 | Ieuan Evans, Steve Ford, Wayne Proctor                   |
| Arrières   | Arrière                | Tony Clement, Justin Thomas                              |

## Poule D

### France
Le groupe de 26 joueurs retenu pour disputer le mondial est annoncé en mars 1995. Le 4 juin 1995, à la fin de la phase de poule, Fabien Galthié et Albert Cigagna sont appelés en renfort, en remplacement de Guy Accoceberry et Philippe Benetton blessés.
| Entraîneur | Entraîneur             | Pierre Berbizier                                                       |
| Avants     | Pilier                 | Louis Armary, Laurent Bénézech, Christian Califano, Philippe Gallart   |
| Avants     | Talonneur              | Jean-Michel Gonzalez, Marc de Rougemont                                |
| Avants     | Deuxième ligne         | Olivier Brouzet, Olivier Merle, Olivier Roumat                         |
| Avants     | Troisième ligne aile   | Abdelatif Benazzi, Philippe Benetton , Laurent Cabannes, Arnaud Costes |
| Avants     | Troisième ligne centre | Marc Cécillon, Albert Cigagna                                          |
| Arrières   | Demi de mêlée          | Guy Accoceberry , Aubin Hueber, Fabien Galthié                         |
| Arrières   | Demi d'ouverture       | Christophe Deylaud, Yann Delaigue                                      |
| Arrières   | Centre                 | Thierry Lacroix, Franck Mesnel, Philippe Sella                         |
| Arrières   | Ailier                 | Émile Ntamack, Philippe Saint-André (cap.), William Téchoueyres        |
| Arrières   | Arrière                | Jean-Luc Sadourny, Sébastien Viars                                     |

### Côte d'Ivoire
| Entraîneur | Entraîneur             | Claude Ezoua                                                    |
| Avants     | Pilier                 | Ernest Bley, Toussaint Djehi, Jean-Pascal Ezoua, Daniel Quansah |
| Avants     | Talonneur              | Édouard Angoran, Achille Niamien                                |
| Avants     | Deuxième ligne         | Bléou Aka, Gilbert Bado, Amidou Koné, Soumaïla Koné             |
| Avants     | Troisième ligne aile   | Alfred Okou, Patrice Pere, Ismaila Lassissi                     |
| Avants     | Troisième ligne centre | Djakaria Sanoko                                                 |
| Arrières   | Demi de mêlée          | Félix Dago, Frédéric Dupont                                     |
| Arrières   | Demi d'ouverture       | Aboubakar Camara, Athanase Dali (cap.)                          |
| Arrières   | Centre                 | Thierry Kouame, Lucien Niakou, Jean-Baptiste Sathiq             |
| Arrières   | Ailier                 | Paulin Bouazo, Max Brito, Célestin N'Gbala, Aboubacar Soulama   |
| Arrières   | Arrière                | Victor Kouassi                                                  |

### Écosse
| Entraîneur | Entraîneur             | Jim Telfer                                                      |
| Avants     | Pilier                 | Dave Hilton, John Manson, Peter Wright, Paul Burnell            |
| Avants     | Talonneur              | Kenny Milne, Kevin McKenzie                                     |
| Avants     | Deuxième ligne         | Stewart Campbell, Damian Cronin, Jeremy Richardson, Doddie Weir |
| Avants     | Troisième ligne aile   | Rob Wainwright, Peter Walton, Iain Morrison, Ian Smith          |
| Avants     | Troisième ligne centre | Eric Peters                                                     |
| Arrières   | Demi de mêlée          | Bryan Redpath, Derrick Patterson                                |
| Arrières   | Demi d'ouverture       | Craig Chalmers                                                  |
| Arrières   | Centre                 | Scott Hastings, Ian Jardine, Graham Shiel                       |
| Arrières   | Ailier                 | Kenny Logan, Craig Joiner, Tony Stanger                         |
| Arrières   | Arrière                | Gavin Hastings (cap.), Cameron Glasgow                          |

### Tonga
| Entraîneur | Entraîneur             | Fakahau Valu                                                 |
| Avants     | Pilier                 | Tu'akalau Fukofuka, Etuini Talakai, Takau Lutua, Saili Fe'ao |
| Avants     | Talonneur              | Fe'ao Vunipola, Fololisi Masila                              |
| Avants     | Deuxième ligne         | Pouvalu Latukefu, Falamani Mafi, Inoke Afeaki, Willie Lose   |
| Avants     | Troisième ligne aile   | Ipolito Fenukitau, Alifeleti Fakaongo, Feleti Mahoni         |
| Avants     | Troisième ligne centre | Mana Otai (cap.)                                             |
| Arrières   | Demi de mêlée          | Manu Vunipola, Nafe Tufui                                    |
| Arrières   | Demi d'ouverture       | Akuila Mafi, Falanisi Manukia, Elisi Vunipola                |
| Arrières   | Centre                 | Penieli Latu, Simana Mafileo, David Manako, Unuoi Va'enuku   |
| Arrières   | Ailier                 | Alasika Taufa, Tevita Va'enuku,                              |
| Arrières   | Arrière                | Taipe Isitolo, Sateki Tuipulotu                              |